# トヨタ・セルシオ
セルシオ（英: Celsior）は、トヨタ自動車が1989年（平成元年）10月から2006年（平成18年）5月まで製造・販売していた高級セダン（Fセグメント）である。

## 概要

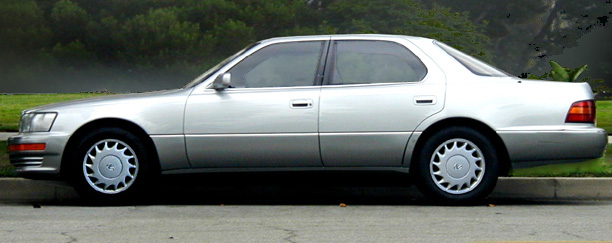
レクサス・LS（1989年）

1989年（平成元年）、トヨタがアメリカ合衆国を主要マーケットとして新たに立ち上げた高級車ブランド「レクサス」の最上級車「LS」として発売され、同年10月に日本国内でも「セルシオ」として発売された。販売チャネルはトヨタ店とトヨペット店。
元来トヨタでは伝統的な高級車として「クラウン」を有しているほか、日米における嗜好性の差異を考慮してLSの日本導入は見送られる予定だったが、バブル景気下で日産・シーマが爆発的なヒットを記録するなど国内の高級車マーケットが拡大傾向にあった中、クラウンでは満足できない顧客層の要望に応えるため、クラウンとセンチュリーの間に位置する新しい車種として日本市場に導入された。デビュー時、新聞では2面広告が打たれ、セルシオを擁して「新しいトヨタ」を大々的に宣伝した（セルシオの登場を機に現在のトヨタCIマークの使用を開始）。ショーファードリブン（オーナー自身は運転しない）が前提のセンチュリーを除くと、当時の日本車の中では最高級車に位置付けられていた。
河合満によると、フラグシップのため部品精度を上げたことで規格に合う部品がなかなか作れず苦労したという。また、最終工程の検査員がセルシオの部品レベルに慣れたことで、鍛造部では他車用の部品精度も自然と向上し、トヨタ全体のレベルが上がったとしている。
2005年（平成17年）からは日本国内でもレクサスブランドの展開が開始され、2006年（平成18年）9月にはセルシオ（3代目）の後継車種にあたる新型LS（4代目）を発売。取扱店もレクサス店に完全に移行したことで、セルシオの名称は消滅した。

## 型式名
UZエンジンを搭載し、車両型式名がXFであり、トヨタの型式ではZ+X=Cとなることから、UCFから始まるものとなる。
型式はUCF10/11・20/21・30/31が存在し、“0”で終わるものはコイルサスペンション装備（A仕様・B仕様・eR仕様）、“1”で終わるものはエアサスペンション装備（C仕様・C仕様Fパッケージ）の車両である。

## 初代 XF10型（1989年 - 1994年）
1989年（平成元年）10月9日に販売が開始された。楕円形を組み合わせたデザインのトヨタCIマークを最初に装着したモデルである。
新設計となる排気量4,000 ccのV型8気筒エンジン（1UZ-FE）を搭載するが、これは同年8月にクラウンのマイナーチェンジで追加された4000ロイヤルサルーンGや1992年（平成4年）発売の初代ハイメディックにも搭載された。装備の違いで"A"・"B"・"C"の3仕様が存在し、C仕様が最上級グレードである。
サスペンションは、前後ダブルウィッシュボーン式で、A仕様とB仕様はコイルサスペンションを装備した。B仕様には、路面状況によりダンパーの減衰力が通常走行時の「ハード」の設定から瞬時に「ソフト」に切り替わる電子制御サスペンション「ピエゾTEMS」（世界初）が装備された。C仕様には、乗り心地がさらにスムーズになる電子制御エアサスペンションを装備した。この仕様には後席の居住性を重視した「Fパッケージ」が存在し、センチュリーのようなショーファードリブンとしての使用を視野に入れたものである。最下位のA仕様をオーナードライバー向けの仕様としたが、売れ筋はC仕様であり、これは中古車市場でも不変である。このA・B・Cという基本グレード構成はセルシオのアイディンティティとして3代目まで受け継がれた。なお、車体に貼られるエンブレムにはグレード表記はなされず（「TOYOTA」の社名英字表記及びCIマークのエンブレムと車名エンブレムのみ）、既存国産車と趣向を異にする点の一つである。
また、日本車としては初めて自発光式メーターを採用した。その後、自発光式メーターは従来のデジタルメーターに代わって高級車を中心に多く採用され、現在は軽自動車や商用車までに広く採用されるようになった。メーカーオプションではカーオーディオに再生専用のDATデッキ（パイオニア製。自動車メーカー向けの純正品としては業界初にして世界初）を選択する事も可能だった。DATデッキは三菱電機などの1DINのDATチューナーではなく2DINのDAT＋コンパクトカセットチューナーであった。
1991年1月にはサイドドアビーム（サイドインパクトバー）、シートベルトウォーニングを全車に標準装備した。
1992年8月にはマイナーチェンジが行われ、後期モデルに移行。16インチホイールとブレーキローターの採用（従来は15インチ）、助手席エアバッグやGPSカーナビゲーション対応のエレクトロマルチビジョン（当時は珍しい音声ガイド付で90万円）のオプション設定など実用的な装備の充実や細部意匠のリファインに留まり、外観の大きな変化はインチアップに伴うアルミホイールの意匠変更と、リアのエンブレム類から「TOYOTA」の社名英字表記が省かれ、CIマークと車名の2点のみとなった程度である。
なお、その他に後期からハイマウントストップランプの変更。フロントグリルの格子形状の変更。サイドシルパネルの大幅な形状変更。前後バンパー下の同色ペイント化などが行われている。また、前期に採用されていた熱線反射式フロントガラスが警察当局からの指導で無くなっている。
1993年8月 一部改良。全車の外板に、塗膜内部の結合力を強め化学的安定性を向上させた新開発の塗料を採用した。
1994年9月 に生産終了。在庫対応分のみの販売となる。
1994年10月に2代目と入れ替わる形で販売終了。販売終了前月までの新車登録台数の累計は11万5444台

## 2代目 XF20型（1994年 - 2000年）
1994年（平成6年）10月に登場。
バブル景気崩壊後の円高の進行から、初代モデルはメインマーケットである北米での価格上昇を余儀なくされ、競争力を失いつつあり、発表から5年でフルモデルチェンジに踏み切った。外観は初代のキープコンセプトであったが、車体の骨格であるプラットフォームの改良を行い、後席の居住性を改善するためホイールベースを延長しながら最小回転半径を縮小し、また。初代で不満の多かったブレーキ性能も、フロントにアルミ製対向4ポットキャリパーを装備するなど、内容の変更は大きいものであった。エンジンは引き続き、V8・4,000 ccの1UZ-FE型を搭載。パーツの見直しなどによる5 PSの出力向上と最大110 kgの大幅な車両軽量化を達成し、動力性能を向上させた。販売グレードもA・B・C仕様のパッケージが受け継がれた。その一方で、マイコンプリセットドライビングシステムやリヤウインドウの合わせガラスの設定がなくなるなど、製造コスト削減の影響を少なからず受けている。
1996年（平成8年）8月の小変更ではマイコンプリセットドライビングシステムが再設定された他、助手席肩口のパワーシートスイッチが新たに設定された。安全性も向上し、衝突安全ボディー「GOA」を採用したほか、運転席・助手席のサイドエアバッグを標準装備した。また、A仕様とB仕様には欧州仕様のユーロチューンド・サスペンションを採用した「eRバージョン」が追加設定された。eRバージョンには、本革シートとサンルーフが標準装着される。
1997年（平成9年）7月にマイナーチェンジを行い後期型へ移行。フロントデザインが刷新され、ヘッドライトはフロントグリルから独立し、従来のハロゲンランプに代わってオートレベライザー付ディスチャージランプが採用された。エンジンもVVT-i（連続可変バルブタイミング機構）の採用により、最大出力が前期型の265 PSから280 PSへ向上したほか、ATも4速から5速へと変更、動力性能と環境性能を向上させた。特筆すべきは安全装備の充実で、6つのエアバッグはもとより、横滑り防止装置（VSC）、緊急ブレーキ操作を補助するブレーキアシスト、プリテンショナー&フォースリミッター付きシートベルト、助手席シートベルト非着用警告灯を採用。高速道路などでの使い勝手を向上したレーダークルーズコントロールがオプション設定。また、多発する盗難対策としてエンジンイモビライザーが標準装備された。
1998年（平成10年）8月 一部改良。ナビを従来のCD方式からDVD方式に変更、新開発の雨滴感知ワイパーをオプション設定した。
1999年（平成11年）4月にセルシオは発売10周年を迎え、初の特別仕様車として「10thアニバーサリー」が同年5月6日に発売された。C仕様およびB仕様eRバージョンをベースに従来のトーニング（2トーン）カラーに加え、専用のモノトーンカラーが用意された。その他にはBBSのホイールや専用色の木目パネルが装備された。
2000年（平成12年）7月に生産終了。在庫対応分のみの販売となる。
2000年8月に3代目と入れ替わって販売終了。販売終了前月までの新車登録台数の累計は14万4315台

## 3代目 XF30型（2000年 - 2006年）
2000年（平成12年）8月31日に登場。
エンジンはV8・4,300 ccの3UZ-FEに変更された。外観デザインも先代モデルとは大きく変わり、曲面を多用した優雅な印象で構成されている。同時に、ドアパネルも先代までのフルプレスドタイプから一転、サッシタイプとなり、リアドアウインドウはディビジョンバーが入った2分割式となった。このモデルで電子制御機構が大幅に増加、全てのドアにイージークローザーが装備され、従来のワイヤレスドアロックの発展版であるスマートキーシステムが選択できるようになった。環境性能にも力を入れ、排出ガスの後処理にセラミック触媒を用いることで平成12年規制よりさらに75 %低減、空力面でも当時の市販車では世界トップとなるCd値=0.25を実現した。内装デザインは高級ホテル（帝国ホテル・フォーシーズンズホテル・ザ・リッツ・カールトン）の客室を参考にし、シートはブリティッシュ・エアウェイズと日本航空のファーストクラス用シートを参考にした。先代同様、グレード構成はA仕様・B仕様・C仕様の3仕様が展開されており、パッケージオプションとしてA仕様・B仕様には「eRバージョン」が、C仕様には「Fパッケージ」、「インテリアセレクション」、「Fパッケージインテリアセレクション」がそれぞれ設定された。カーオーディオには、北米の伝統メーカー「マークレビンソン」とのコラボレーションによるマークレビンソン・プレミアムサウンドシステムがオプション設定された。給油口は本モデルより車両左側に変更されている。
2001年（平成13年）8月2日 一部改良。エアバッグ展開に伴う鼓膜などへの副作用を軽減する、デュアルステージエアバッグを全車に標準装備した。また9スピーカーオーディオと電動リアサンシェードの標準設定を拡大し、ボディカラーに新色が追加された。また、同日に特別仕様車B仕様「PREMIUM」のeRバージョンと、C仕様「PREMIUM」を設定。
2003年（平成15年）8月4日にマイナーチェンジを行い、後期型へ移行。ヘッドランプ、ボンネット、フェンダー、トランクリッドなどがすべてが新デザインとなった。同時に、リヤコンビネーションランプにLEDを採用するなど、新味もプラスされた。それに伴い全長は5.0 mを超えた。また、ATが5速から6速になり、10・15モード燃費が従来型の8.2 km/Lから8.9 km/Lへ向上した。なお、このマイナーチェンジを機に従前のグレード構成やパッケージオプションが見直され、中間グレードであったB仕様や、A仕様・B仕様に設定されていたパッケージオプション「eRバージョン」は廃止された。一方でこれらの廃止されたグレードやパッケージオプションと入れ替わるかたちで、新たに中間グレード“eR仕様”が追加されることとなり、マイナーチェンジ後のグレード構成は、A仕様・eR仕様・C仕様の3仕様、パッケージオプションとして引き続きC仕様には「Fパッケージ」、「インテリアセレクション」、「Fパッケージインテリアセレクション」が設定された。安全装備では、ミリ波レーダーを使用したプリクラッシュセーフティシステムがオプション設定され、エレクトロマルチビジョン装着車には光ビーコンVICSとバックカメラも標準装備。またアルミホイールのサイズアップも行われ、A、C仕様は17インチ55偏平タイヤ・eR仕様は18インチ45偏平タイヤにサイズアップ。
2004年（平成16年）2月 平成17年基準排出ガス50%低減『新☆☆☆』を全車で達成（U-LEV）。
2004年（平成16年）7月 一部改良。排出ガスをよりクリーン化することで、「平成17年度基準排出ガス75%低減レベル」「平成22年度燃費基準」を達成した。
2003年（平成15年）2月、トヨタ自動車は2005年（平成17年）より日本国内でもレクサスブランドを展開することを発表。「セルシオ」の名称は廃止され、後継モデルは日本国内でも「レクサス・LS」として、レクサス店での販売に移行することとなった。2006年（平成18年）5月に販売終了となり、セルシオの約17年間の歴史に終止符を打った。しかしながら、製造に関しては2006年6月30日まで行われていたことに加えて、大阪トヨペット（旧）をはじめとした一部の販売会社は最終在庫の買い占めを行っていた。そのため、新車登録が同年8月 - 11月といった希少な車両も存在し、後継のXF40系LSが登場（2006年9月19日発売開始）した直後に関しても、僅かながらであるがセルシオの新車登録が行われていた。販売期間中の新車登録台数の累計は10万6518台。
セルシオの販売終了に伴い、「トヨタ」ブランドにおけるパーソナルカーとしてのフラグシップモデルの地位は、マジェスタが受け継ぐこととなった。

## 車名の由来
「CELSIOR」の車名はラテン語で「至上、最高」の意味を表すcelsus(ケルスス)の比較級celsior(ケルシオール)の英語読みである。
なお、トヨタホーム（展開当時はトヨタ自動車の住宅部門だった）はかつて「セルシオ」を冠した高級分譲マンションを手掛けたことがあった。

## エンジン
- 1UZ-FE V8 DOHC 32バルブ NA 3968 cc
- 3UZ-FE V8 DOHC 32バルブ NA 4292 cc